# 柴垣駅
柴垣駅（しばがきえき）は、石川県羽咋市柴垣町に存在した北陸鉄道能登線の駅である。1972年（昭和47年）に廃駅となった。

## 概要
能登線の能登高浜駅以南は海沿いの区間を走るため、沿線に海水浴の適地が点在したが、当駅に近い柴垣海水浴場は最も規模が大きく、夏季には国鉄七尾線から直通の海水浴臨時列車が運転されて賑いを見せた。なお、当駅は列車交換に対応した駅であった。

## 歴史
- 1925年（大正14年）3月3日：能登鉄道の駅として開業。
- 1943年（昭和18年）10月13日：合併により北陸鉄道能登線の駅となる。
- 1972年（昭和47年）6月25日：能登線全線廃止により廃駅。

## 駅構造
島式ホーム1面2線の交換可能駅だった。

## 廃止後
駅跡はサイクリングロードの休憩所となっている。

## 隣の駅
北陸鉄道
能登線
滝駅 - 柴垣駅 - 甘田駅